# Mittekill
Mittekill ist eine Electro-, Synthie-Pop- und Deutschrock-Band aus Berlin, bestehend aus Friedrich Greiling und Jan Hohmann. Zwischen 2007 und 2016 brachte sie insgesamt 4 Alben heraus.

## Rezeption
Die taz schrieb im Zusammenhang mit der Veröffentlichung des zweiten Albums „Mittekill machen perfekte Musik für den Schulschwänzer in uns.“ Der Berliner DJ und Musikjournalist Martin Böttcher schrieb im Tagesspiegel: „Ich bin also Fan und finde deshalb fast alles gut, was die beiden Mittekiller mit ihren Synthesizern und dem ganzen elektronischen Zeugs so zusammenmischen.“ Das Magazin tip stellte fest „Mittekill relaunchen die fein dosierte Ironie der Neuen Deutschen Welle mit dem musikalischen Zeitgeist der Gegenwart“; You Are Home transportiere „avantgardistisches Spinnertum, viel Gefühl für den Slogan (…) und die kreativen Möglichkeiten des Clash der Genres direkt aus dem Home-Studio in das urbane Nachtleben“. Das Magazin zitty lobte: „Die Musik von Mittekill hat auf ihre ungebürstete Art durchaus Sinn für Schönheit. Und die Texte erst recht. Sie sind deutsch gesungen, in einem unpeinlichen Duktus, was selten zusammengeht“. Der von dem Musikjournalisten Ruben Jonas Schnell gegründete Internetradiosender ByteFM aus Hamburg wählte You are Home im Mai 2009 zum Album der Woche. Schnell stellte Mittekill im Mai 2009 auch in zwei Sendungen der Musiksendung „Nachtclub“ bei NDR Info vor. Das dritte Album All But Bored, Weak and Old war „Liebling des Monats“ in der Musikzeitschrift Rolling Stone.

## Diskografie
- 2006: Berlin Insane 3 (Sampler, Pale Music International)
- 2007: Stringenz des Wahnsinns (Album, Kitty-Yo)
- 2008: Autoscooter Miximix (Elektro Willi und Sohn Remix, Modul8)
- 2009: You Are Home (Album, Modul8)
- 2009: Wasser oder Wodka (EP, Modul8)
- 2010: Wasser oder Wodka (Kompilationbeitrag auf der CD „listen to berlin 2010/11“, Berlin Music Commission)
- 2010: Zum Spielplatz (12", Fauxpas)
- 2012: All But Bored, Weak and Old (Album, Staatsakt)
- 2016: Die montierte Gesellschaft (Album, Weltgast music)
- 2022: Die Leute aus dem Internet (Single, Weltgast music)